# Relaciones Paraguay-Rusia
Las relaciones Paraguay-Rusia son las relaciones exteriores e internacionales entre la República del Paraguay y la Federación Rusa. Ambos países reestablecieron relaciones diplomáticas el 14 de mayo de 1992, tras 75 años de rupturas diplomáticas tras la Revolución rusa. Paraguay tiene una embajada en Moscú, que está acreditada simultáneamente en Armenia, Azerbaiyán, Bielorrusia, Kazajistán, Tayikistán y Uzbekistán. Rusia tiene una embajada en Asunción.

## Relaciones de la Federación de Rusia
El Paraguay y el entonces Imperio ruso establecieron relaciones diplomáticas por primera vez en 1909, aunque 8 años después, en 1917, se interrumpieron tras la Revolución Rusa, y no fue hasta el 14 de mayo de 1992 (75 años después) que ambos países reestablecieron relaciones. Las misiones diplomáticas de Paraguay tienen una representación diplomática en Moscú.
El 13 de septiembre de 2007, el ministro de Relaciones Exteriores (Rusia), Sergei Lavrov, visitó Paraguay y anunció que Rusia abriría una embajada en Asunción.